# Kronprinsesse Märthas kirke
Kronprinsesse Märthas kirke är en kyrkobyggnad i kvarteret Stammen vid Stigbergsgatan på Södermalm i Stockholm. Den drivs av Sjømannskirken, Norska kyrkans utlandsverksamhet, och har sitt namn efter kronprinsessan Märtha av Norge. Entrén är från Stigbergsgatan 24, men byggnaden syns även långt över Renstiernas gata som ligger nedanför. Byggnaden är blåmärkt av Stadsmuseet i Stockholm, vilket innebär "att bebyggelsen bedöms ha synnerligen höga kulturhistoriska värden".

## Historik

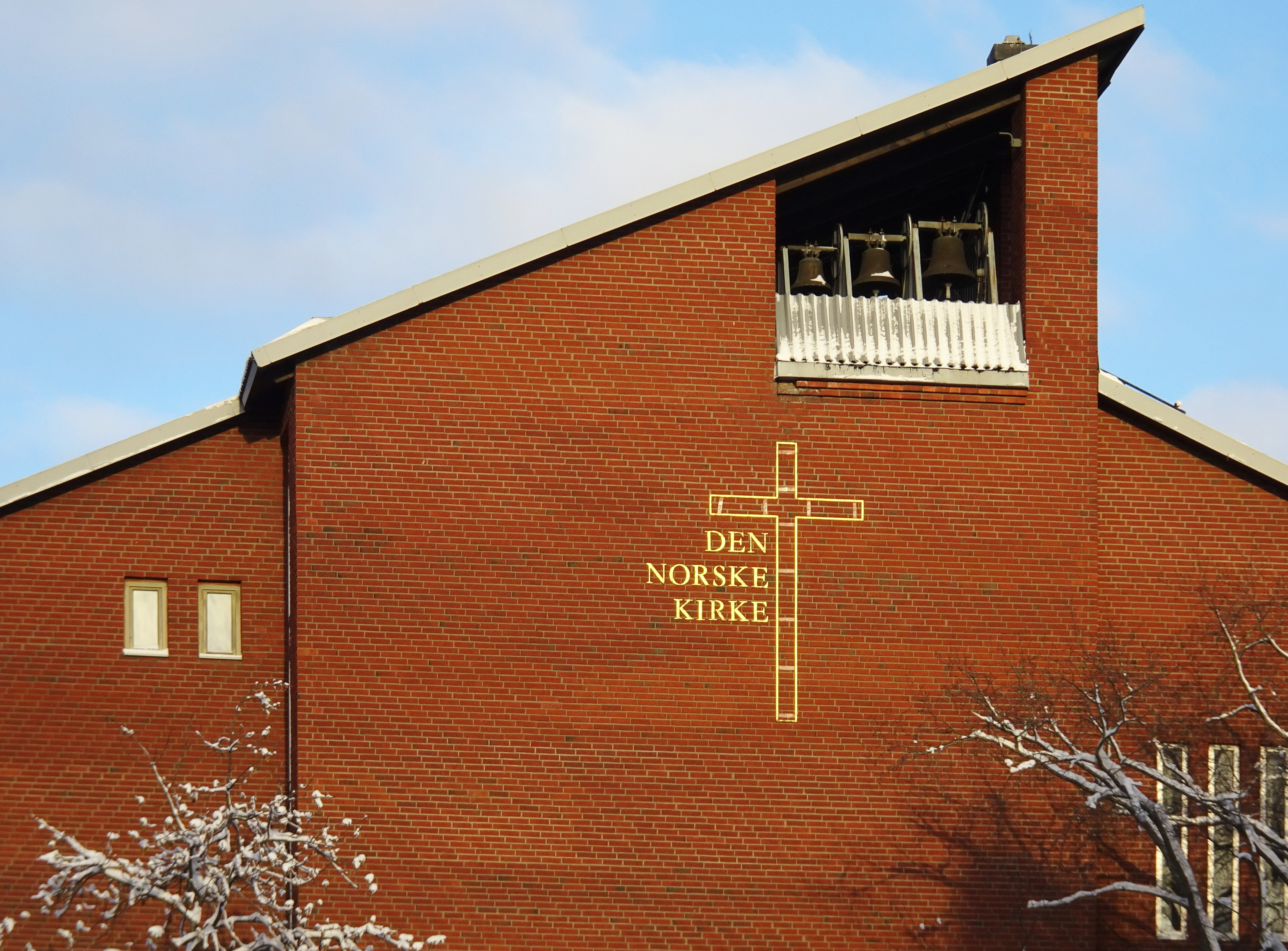
Fasad mot syd.

Redan 1960 började ansträngningarna att låta bygga en norsk kyrka i Stockholm för de cirka 10 000 norrmän som bodde i Stockholmsområdet. Oslos biskop Kaare Støylen var en av de mest drivande krafter bakom projektet. I samband med kung Olav V:s 70-årsdag organiserade han en insamling i norska kyrkor som skulle gå till byggandet av kyrkan. Norska myndigheter bidrog också med medel, och utöver den Norska kyrkan i Stockholm genomfördes olika insamlingskampanjer.
Kyrkan, som ritades av arkitekten Tore Moxness, är uppförd med fasader och väggar i rött murtegel. Byggnaden gestaltades i flera volymer under pulpettak där den högre mellandelen fungerar som kyrksal och klocktorn. I kyrksalen finns plats för omkring 150 personer, men antalet kan ökas till 250 om man lägger till matsalen. I matsalen kan man arrangera konserter och liknande evenemang. Inom kyrkans lokaler finns även kontor, en lägenhet och en sovsal för 25 personer. Inredningen köptes i Norge och skulle se "norsk" ut. 
Altartavlan består av tre glasmålningar föreställande Jesus på korset. Glasmålningarnas konstnär är okänd och härstammar från en norsk sjömanskyrkan i North Shields i England där de invigdes den 21 december 1868. När kyrkan revs 1973 donerades fönstren till kyrkan i Stockholm. Bland konstnärer som utförde målningar inne i kyrkan märks Einar Forseth.
Grundstenen lades den 28 november 1975, och den 19 december 1976 invigdes kyrkan av biskop Kaare Støylen. Utanför kyrkan står en bronsstaty av kronprinsessan Märtha. Den är utförd av Kirsten Kokkin och avtäcktes av prinsessan Astrid den 30 oktober 2008. Motsvarande staty står också utanför norska residenset i Washington D.C och i Slottsparken i Oslo. På Kungl. Djurgården i Stockholm finns också en väg som bär hennes namn, Prinsessan Märtas väg.
Kronprinsessan Märtha var gift med kronprins Olav, blivande kung Olav V, och hon dog 1954.